# Rivière du Petit Mécatina
Rivière du Petit Mécatina eller Little Mecatina River är ett vattendrag i Kanada.   Det ligger i provinsen Québec, i den östra delen av landet, 1 300 km öster om huvudstaden Ottawa.
Trakten runt Rivière du Petit Mécatina består huvudsakligen av våtmarker. Trakten runt Rivière du Petit Mécatina är nära nog obefolkad, med mindre än två invånare per kvadratkilometer.